# 司马颖
司馬穎（279年—306年），字章度，司州河內溫縣（今河南溫縣）人。是參與西晉八王之亂的八王之一，晉武帝第十九子、晉惠帝及楚王司馬瑋及长沙王司马乂之弟、晉懷帝之兄、晉愍帝之伯父。

## 生平

### 封成都王
太康十年（289年）十一月甲申受封成都王，食邑十萬戶。元康元年（291年），晋惠帝因皇后贾南风怂恿，诏命楚王司马玮宣诏令淮南王司马允、长沙王司马乂、司马颖屯兵在各宫门，以罢免太宰汝南王司马亮、太保卫瓘。
後拜越騎校尉，加散騎常侍、車騎將軍。賈謐曾與皇太子司馬遹爭道。司馬穎在坐，厲聲指責賈謐：「皇太子國之儲君，賈謐何得無禮！」賈謐懼，由此派穎出任爲平北將軍，鎮鄴城。後轉鎮北大將軍。

### 討伐趙王
永寧元年（301年），趙王司馬倫稱帝，升任征北大將軍，加開府儀同三司。到了齊王司馬冏起義兵反司馬倫時，司馬穎發兵響應，行軍至朝歌，有衆二十餘萬。先鋒趙驤先敗後勝下大破趙王軍。司馬穎於是渡過黃河，乘勝長驅直入。此時左將軍王輿與尚書廣陵公司馬漼領兵入宮殺孫秀等人，幽禁趙王倫，迎惠帝復位。司馬穎入京都時，誅殺司馬倫。同時派趙驤、石超等助齊王司馬冏在陽翟攻討虜將軍張泓，張泓見此投降。此時司馬冏才率兵衆入洛陽，自以第一個舉兵討伐而專擅威權。司馬穎亦不領功，向惠帝說是大司馬司馬冏之功勛，托辭出宮，回鎮鄴城。
回鄴城後，惠帝下詔派兼太尉王粹賜司馬穎加九錫殊禮，進位大將軍、都督中外諸軍事、假節、加黃鉞、錄尚書事，入朝不趨，劍履上殿。司馬穎拜受徽號，辭讓殊禮九錫，又上表提及參與討伐的功臣盧志、和演、董洪、王彥、趙驤等五人，全部皆封開國公侯。司馬穎又上表請求運十五萬斛糧食解救受戰禍影響的陽翟居民，更接納卢志建議收殮黃橋戰死的八千士兵，又設立墓園、祭堂和記念戰功的石碑；並命河內溫縣長官埋葬司馬倫的一萬四千名戰死士卒。這些舉動使司馬穎的名望更高。

### 遙控朝廷
及後齊王司馬冏驕侈無禮令人失望，成都王司馬穎於是衆望所歸，望能改善國家。惠帝下詔喻司馬穎入朝輔政。司馬穎親信的宧官孟玖不想回洛陽，加上母親程太妃愛戀鄴都，於是司馬穎猶豫未決。同時司馬穎的義募軍隊想回到家鄉，他知義募軍隊不可留，所以遣散，以安百姓。
太安元年（302年），镇守关中的河间王司马颙得原长史李含怂恿，发檄文联合司马颖等起兵讨伐司马冏，并且提到要长沙王司马乂杀司马冏，意图让司马冏因此杀司马乂，自己又可以此作为司马冏的又一罪行，等打败司马冏，再废黜惠帝，立司马颖为帝，司马颙为相。结果司馬冏却被司馬乂打敗並殺害，司馬乂掌權，司马颖和司马颙仍然只能安居藩镇；司馬乂雖然總掌朝中大權，但事無巨細都會向鄴城的司馬穎報告和詢問，故此司馬穎實是遙距執掌朝政。
太安二年（303年），義陽蠻張昌因受不住新野王司馬歆的嚴法，聚眾數千人在荊州作亂，後更殺司馬歆。司馬穎拜表南征，所在人民都響應參軍，但不久張昌就被陶侃平定。此時司馬穎恃著功勛而驕奢，令百度弛廢，比司馬冏更差。司馬穎想胡作非為，但忌憚在朝內的兄長長沙王司馬乂；同時河間王司馬顒亦想奪權，邀請司馬穎與他組聯軍攻打司馬乂，於是就與司馬顒上表請誅羊皇后之父羊玄之、左將軍皇甫商等，並檄司馬乂回府第。自己則帶領著原本要攻打張昌的軍隊與司馬顒之將軍張方攻伐洛陽，以平原內史陸機爲前鋒都督、前將軍、假節。司馬穎到朝歌，進軍屯河南。此時陸機戰敗，死者甚衆，孟玖亦誣陷陸機，司馬穎遂收斬陸機，夷其三族。其後與張方一同進攻洛城。但戰事維持數月，司馬乂軍奮力死戰，多次大破聯軍，死傷六、七萬人，張方亦打算撤退；同時常山人王輿合衆萬餘人，打算襲擊司馬穎。可是，司空司馬越卻害怕缺糧中的司馬乂軍會擋不住，與幾名殿中將領囚禁司馬乂到金鏞城，向司馬穎和司馬顒投降，後更送交張方殺害，王輿則被手下斬殺，全兵向司馬穎投降。司馬穎入洛陽後，因在朝野向來有威望，而且軍事實力強，入洛陽後被增封二十郡，拜丞相。
司马颖上表废黜皇后羊献容为庶人，押送金墉城；司馬顒及後上表認為司馬穎應該成为皇位繼承人，於是廢去司馬覃皇太子之位，以司馬穎為皇太弟，丞相位置不變。

### 兵敗被廢
司馬穎獲大權後回他的根據地鄴城，繼續遙控政權，排場與皇帝可以比較，目無皇帝，處處展現其奪位野心，又任用孟玖，這令人民都大失所望，也給其他有野心的王有了討伐的藉口與機會。永安元年（304年），司空東海王司馬越、左衛將軍陳眕、殿中中郎逯苞、成輔及長沙王故將上官巳召集四方共討司馬穎，雲集了十多萬人，讓司馬覃復位，並帶惠帝親征。司馬穎知道後大為驚震，想要逃跑，其部下勸其不要，司馬穎就召集各人商量對策。東安王司馬繇認為皇帝親自來討伐，應該投降請罪，司馬穎不肯。司馬王混及參軍崔曠則勸司馬穎迎戰，司馬穎贊同，派遣奮武將軍石超率五萬兵馬到蕩陰（今河南湯陰）。陳眕的兩位弟弟陳匡與陳規親自到司馬越軍中，聲稱鄴城中司馬穎部下聽到皇師到來已經離散。東海王司馬越信以為真，軍隊於是防備鬆懈。石超趕到蕩陰，大敗司馬越軍，甚至射傷惠帝，左右都爭相逃命，將惠帝遺下草地上。石超於是把晉惠帝送到鄴城，司馬穎改年號為建武，殺死之前勸司馬穎投降的東安王司馬繇。司馬越在兵敗時先逃到下邳，當時的徐州都督、東平王司馬楙不接納他，司馬越就逃回其封地東海（今山東郯城北）。司馬穎以同是宗室兄弟的名義，下令寬恕司馬越，要招他回朝，司馬越不應命。陳眕和上官巳則帶太子司馬覃守洛陽，司馬顒當時也派遣張方率兵二萬助司馬穎。但大軍到達時司馬越軍已敗，就乘機進駐洛陽，上官巳派苗願抵抗張方但失敗，司馬覃卻襲擊上官巳，上官巳和苗願逃走，司馬覃則向張方投降，再次被廢。
司馬越的親弟弟并州刺史東瀛公司馬騰及安北將軍王浚，殺死司馬穎所置的幽州刺史和演。於是司馬穎出兵討伐司馬騰。司馬騰與王浚結合外族烏丸人羯朱等勢力共同攻擊司馬穎。司馬穎派遣新選的幽州刺史王斌及石超、李毅等人抵抗司馬騰等人，被羯朱打敗。戰敗的消息傳到鄴城後，人心惶惶，官僚士兵相續逃跑。司馬穎甚是恐慌，與幾十個將軍連同晉惠帝連夜逃到洛陽。羯朱的軍隊一路追趕司馬穎等人到朝歌，追不上才放棄。洛陽當時由司馬顒的部將張方控制，司马颖反被张方排挤。張方又挾持晉惠帝、司馬穎等人到司馬顒的根據地長安，司馬顒同時廢除司馬穎的皇太弟地位，要司馬穎離開朝廷回其封地。司馬顒自行選置百官，改秦州為定州，改元永興，並以豫章王司馬熾任皇太弟。司馬顒又讓晉惠帝下詔，要立遠在東海的司馬越為太傅，要司馬越回朝與太宰司馬顒共同輔政，但司馬越不受。

### 歸北被殺
司馬穎被廢後，河北人都思念他，他的舊將公師籓、汲桑等人欲起兵迎接司馬穎。司馬顒見到司馬穎還有人支持，於是復拜司馬穎為鎮軍大將軍、都督河北的軍事，給兵千人，讓其回去鎮守鄴城。光熙元年（306年），司馬穎到達洛陽，但還沒回到封地時，司馬越討伐司馬顒的軍隊就來到，接連擊敗司馬顒屬下劉喬、樓褒、王闡等軍，向長安進發。司馬穎則逃到關中。此時司馬越攻陷長安，司馬顒出逃，司馬越等人帶惠帝回洛陽，司馬穎則從華陰經武關出新野。此時有詔令命鎮南將軍劉弘和南中郎將劉陶捉拿司馬穎。刘弘正好在此时去世，司马郭劢意图迎接司马颖入主荆州，但被治中郭舒镇压。司馬穎因而拋棄母親和妻子，與兒子司馬普及司馬廓坐馬車回朝歌，收合數百將士，想投靠支持他的公師藩，但在途中被頓丘太守馮嵩所捕獲，送到鄴城，被范陽王司馬虓幽禁，但是並沒有加害於他。公師藩随即被司马越下属苟晞败杀。
一個多月後，司馬虓暴斃，司馬虓的長史劉輿見到司馬穎在鄴城很有威望，憂慮留住司馬穎成後患，就秘不發喪，而且令人裝扮台使，趁夜假稱晉惠帝下诏賜司馬穎死。司馬穎问看守田徽，司马虓是不是已死，田徽说不知道。司马颖再问田徽年龄，田徽答五十。司马颖又问田徽是否知天命，田徽答不知道。司马颖叹息道不知自己死后天下能否安定，又说自己被放逐至今三年了不曾洗过身体和手脚，让田徽取数斗热水来。两个儿子号哭，司马颖喊人带走他们，头朝东披散着头发躺下，命令田徽缢杀自己，時年二十八岁。二子也被殺。
司馬穎死後，官屬爭相奔散，惟獨盧志隨從不怠。其後汲桑殺害新蔡王司馬騰，號稱爲穎報仇，於是起出司馬穎的棺木，帶著它行軍，每有事都啓奏司馬穎，以行軍令。後來汲桑被打敗，放棺木於舊水井中。司馬穎舊臣收了棺木，改葬于洛陽，晉懷帝加縣王禮節。
司馬穎死後數年，開封地區有傳司馬穎有一個十餘歲的兒子，流離在百姓家，東海王司馬越遣人殺了他。永嘉年間，東萊王司馬蕤子司馬遵過繼爲司馬穎後嗣，封華容縣王。

## 家庭

### 母
程才人，被晉武帝封为才人，後為成都國太妃

### 妻
- 南阳乐氏，樂廣女[4]

### 後代
- 司馬普，司馬穎兒子，廬江王，與司馬穎一同被殺。
- 司馬廓，司馬穎兒子，中都王，出繼司馬演，與司馬穎一同被殺。
- 司馬遵，東萊王司馬蕤之子，過繼了給司馬穎，封華容縣王，作為司馬穎後嗣。

## 延伸阅读
[在维基数据编辑]
 《晉書·卷059》，出自房玄齡《晉書》